# Imperivm: Le guerre puniche
Imperivm: Le guerre puniche è un videogioco di strategia militare basato su fatti storici ispirati alle guerre puniche. Seguito de Imperivm: La guerra gallica, il gioco è ambientato nell'antica Roma ai tempi delle tre sanguinose guerre contro Cartagine e si potranno comandare gli eserciti Iberici e Gallici oltre a quelli Romani e Cartaginesi. Creato ancora dalla Haemimont Games, nei paesi anglosassoni è chiamato Nemesis of the Roman Empire, mentre in Italia e Spagna è uscito sotto la FX Interactive, rispetto alla Enlight nel resto del mondo.

## Differenze rispetto al primo Imperivm
- Due nuove fazioni introdotte: Cartagine e Iberia;
- Oltre ai forti dell'oro, di addestramento e commerciali, è stato aggiunto anche il forte di reclutamento: ogni cittadino presente all'interno viene lentamente trasformato in un guerriero con mazza di livello 1 che è possibile addestrare nell'apposito forte;
- Due campagne inedite al posto di quelle precedenti: quella cartaginese e quella romana;
- Adesso è possibile stabilire vantaggi iniziali per ogni giocatore prima di iniziare una nuova partita in Strategia. Sarà possibile scegliere:
  - Abbondanza: Inizi il gioco con 1.000 unità d'oro e, ogni secondo che passa, ricevi 4 unità d'oro in più rispetto a un giocatore che non ha attivato alcun bonus.
  - Ricchezza: Inizi con 2.000 unità d'oro e un incremento di 8 unità d'oro addizionali ogni secondo.
  - Fortuna: Disponi di 4.000 unità di oro e un incremento di 16 unità d'oro addizionali ogni secondo.
  - Oggetti magici: Il tuo primo eroe reclutato nella partita riceverà un oggetto tra Ceneri del druido, Denti di cinghiale, Zanna di cinghiale, Pietra di fuoco, Dito della morte, Guanti della salute e Corno della vittoria
- Le formazioni sono adesso più efficaci. Utilizzando il comando "Mantieni posizione" durante una formazione qualsiasi si otterranno i seguenti al primo impatto:
  - A quadrato: +100% difesa perforante e tagliente;
  - In linea: +6 attacco e +50% difesa perforante;
  - Cavalleria ai fianchi: +4 attacco e 50% difesa perforante.

## Menù principale
Al posto delle campagne di Larax e della Dacia e dei due minigiochi tutti presenti nel primo Imperivm, ci saranno due nuove campagna, un cartaginese e una romana. Vengono mantenute le modalità Strategia, Multigiocatore ed Editor.

### Avventura
Nello sviluppo del gioco sono disponibili tre campagne:
1. Apprendistato: La campagna per imparare i comandi e le dinamiche del gioco, salvo alcuni cambiamenti è praticamente la stessa di quella nel primo gioco, ma con Viriato (storico condottiero lusitano del II sec. a.C.) al posto di Larax.
2. Le campagne di Annibale: La campagna cartaginese, che parte dopo la fine della prima guerra punica con i generali Amilcare Barca e Asdrubale che, con la presa di Gades, avviano la conquista dell'Iberia, poi proseguita da Annibale Barca e Maarbale con la conquista di Salmantica e Obila, fino all'assedio di Sagunto, che provoca lo scoppio della seconda guerra punica, nella quale l'esercito di Annibale attraversa le Alpi e invade l'Italia, fino ad arrivare alla battaglia di Canne.
3. Le guerre puniche: La campagna romana, che comincia con la conquista della Sicilia nella prima guerra punica sotto il generale Appio Claudio, poi con le battaglie della seconda guerra punica in Spagna (Cissa con il comandante Gneo Scipione, Carthago Nova con Publio Cornelio Scipione) e in Africa (battaglia di Zama, sempre con il comandante Publio Cornelio Scipione, da lì in poi noto come l'Africano), fino alla terza guerra punica, con l'assedio di Cartagine guidato da Scipione Emiliano.

## Fazioni disponibili
Oltre a Roma e Gallia, riprese dall'episodio precedente, sono state inserite anche Cartagine e Iberia.

### Roma
- Legionario (attacco: 16; difesa: 12; salute: 200): unità base dell'esercito romano, economico e subito disponibile.
- Arciere (attacco: 20; difesa: 0; salute: 150): tiratore appiedato, può modulare il danno in base alla salute del bersaglio.
- Princeps (attacco: 16; difesa: 16; salute: 300):  soldato corazzato e mediamente costoso, adatto alle prime fila dell'esercito.
- Gladiatore (attacco: 30; difesa: 10; salute: 300): ha una grande potenzialità d'attacco.
- Equite (attacco: 20; difesa: 12; salute: 200): unità di cavalleria, veloce ma non molto forte.
- Pretoriano (attacco: 40; difesa: 12; salute: 600): l'unità più forte e resistente del gioco, riflette una percentuale dei danni che subisce nel corpo-a-corpo.
- Liberatus (attacco: 40; difesa: 12; salute: 440): forte guerriero poco corazzato, può effettuare attacchi devastanti. Non vincolabile.

### Gallia
- Guerriero (attacco: 12; difesa: 6; salute: 200): unità gallica di base, economica ma debole nei combattimenti.
- Arciere (attacco: 6; difesa: 0; salute: 140): unità di tiratori poco costosa, utile solo in numero elevato e in appoggio ad altri soldati.
- Guerriero con ascia (attacco: 40; difesa: 8; salute: 220): unità dannosa e poco resistenza.
- Lanciere (attacco: 20; difesa: 12; salute: 180): unità dotata di una grande resistenza.
- Cavaliere (attacco: 26; difesa: 8; salute: 380): Cavaliere resistente, veloce ed abile nel combattimento.
- Donna guerriera (attacco: 30; difesa: 16; salute: 240): l'unità più costosa, abile nei combattimenti ma con poca salute, può uccidere con un sol colpo unità con meno del 40% di salute rimasta (abilità "colpo mortale").
- Capo normanno (attacco: 120; difesa: 6; salute: 1200): non assegnabili a eroi ed in limite massimo di 4 creabili, da soli possono tenere testa anche a grandi eserciti.

### Cartagine
- Fante numida (attacco: 14; difesa: 12; salute: 180): unità base, debole ed economica.
- Lanciere libico (attacco: 26; difesa: 0; salute: 150): unità di tiratori, abbastanza potente ma a corta gittata
- Lottatore mauritano (attacco: 20; difesa: 8; salute: 300): poco corazzato, è feroce e molto dannoso.
- Guerriero con mazza (attacco: 20; difesa: 0; salute: 400): forte in combattimento in maniera simile all'unità precedente, è però debole in difesa; molto potente contro unità che dispongono di elevata salute (come elefanti e capi normanni).
- Tuareg (attacco: 30; difesa: 10; salute: 400): soldato proveniente dal deserto, monta un dromedario e, sebbene più lento rispetto ai normali cavalieri, è molto utile nelle esplorazioni.
- Nobile (attacco: 50; difesa: 20; salute: 300): l'unità più forte, ma anche molto costosa. Si recluta nel Tempio dopo aver sbloccato due tecnologie.
- Elefante da guerra (attacco: 60; difesa: 20; salute: 2000): unità d'élite cartaginese: è molto resistente e può abbattere qualunque avversario con attacchi devastanti. Il suo costo è di 1000 unità di viveri, e per ogni volta completato l'ordine Scuola di Mahout aumenta di 1 gli elefanti massimi che si possono reclutare. Non è vincolabile a nessun eroe, ed è l'unica che può mangiare fino a 100 unità di viveri alla volta.

### Iberia
- Miliziano (attacco: 14; difesa: 6; salute: 180): il soldato più economico, è molto debole. Può essere disarmato e trasformato in un civile. È possibile crearne 50 in pochi minuti.
- Arciere (attacco: 20; difesa: 0; salute: 180): arciere valido come supporto ad altre unità di fanteria pesante.
- Fromboliere (attacco: 40; difesa: 0; salute: 200): eccellente tiratore a distanza, molto costoso.
- Difensore (attacco: 16; difesa: 22; salute: 200): soldato con un'ottima difesa che può ignorare il primo attacco subìto.
- Guardia d'élite (attacco: 30; difesa: 12; salute: 420): unità ben armata molto forte e con una grande abilità nella difesa corpo a corpo.
- Cavaliere (attacco: 34; difesa: 4; salute: 240): cavaliere con una grande capacità d'attacco ma con altrettanta vulnerabilità. Utile per l'esplorazione all'inizio delle partite
- Guerrigliero (attacco: 50; difesa: 14; salute: 400): soldato eccellente nella mimetizzazione, ed in più dotato di ottime capacità di combattimento. Non è vincolabile, e il suo massimo normale è di 10, mentre quello avanzato è di 20.

## Oggetti speciali
Come nel precedente capitolo, i giocatori potranno, nel corso delle partite, raccogliere degli oggetti speciali, che aiuteranno le loro unità negli scontri futuri.
- Ceneri del druido: Curano il portatore e 8 unità amiche vicine ad esso.
- Denti d'orso: Aumentano di 8 il danno massimo del possessore.
- Cintura di forza: Aumenta di 4 la difesa tagliente e quella perforante del possessore.
- Cintura di serpenti: Aumenta di 30 il danno del possessore.
- Zanna di cinghiale: Concede 16 punti esperienza al possessore. Quando utilizzata, danneggia l'avversario usando la salute del possessore.
- Denti di cinghiale: Aumentano di 5 il livello d'esperienza del possessore.
- Pietra di fuoco: Aumenta di 60 unità l'attacco massimo del possessore. Quando viene utilizzata cura il suo portatore, sottraendo energia a un'unità amica.
- Piuma d'aquila: Aumenta di 200 la salute massima del possessore.
- Amuleto di piume: Aumenta di 400 la salute massima del possessore.
- Dito della morte: Quando utilizzata, elimina 3 unità nemiche vicine a caso. Non ha però effetto sugli eroi.
- Guanti della salute: Aumentano di 1.200 punti la salute del possessore. Quando utilizzati curano un'unità amica a caso, a costo della salute di chi li possiede.
- Erbe medicinali: Quando utilizzate, curano completamente il possessore all'istante.
- Acqua curativa: Quando utilizzata, distribuisce fino a 2.000 punti di salute tra tutte le unità amiche vicine.
- Amuleto d'erbe: Aumenta di 4 la difesa perforante del possessore.
- Corno della vittoria: Quando utilizzato, infligge 60 punti danno al possessore e a 12 unità nemiche vicine.
- Cintura del re: Aumenta di 600 la salute massima e di 10 punti la difesa perforante e tagliente del possessore.
- Funghi velenosi: Aumentano permanentemente di un punto il livello del portatore quando utilizzate. Per poterli usare, il possessore deve disporre almeno del 90% di salute.
- Spighe di segale: Quando usate, distribuiscono 200 unità di viveri alle unità amiche più vicine.
- Pelle di serpente: Aumenta di 10 l'attacco minimo e quello massimo del possessore.
- Pietra sanguinaria: Disponibile solo nell'avventura, può essere ceduta in cambio di esperienza o di un altro amuleto.
- Gemma del potere: Aumenta fino a 200 l'attacco massimo del possessore. Richiede che il possessore elimini un numero determinato di unità nemiche.
- Dono degli dei: Guarisce completamente il possessore quando uccide un nemico, poi scompare.
- Bottino di guerra: Aggiunge 100 pezzi d'oro all'insediamento in cui sta entrando il possessore, poi scompare.
- Anello dei veterani: Quando il possessore sconfigge un nemico, si trasforma nella medaglia dei veterani.
  - Medaglia del veterano: Aggiunge 6 punti agli attacchi massimo e minimo.

## Doppiaggio
- Caraunio: Claudio Moneta
- Viriato: Luca Sandri
- Asdrubale Barca: Giorgio Melazzi
- Senatori: Riccardo Rovatti, Antonio Paiola, Silvano Piccardi, Marco Balzarotti
- Appio Claudio: Patrizio Prata
- Scipione Africano: Giorgio Melazzi
- Scipione Emiliano: Claudio Moneta
- Equite (personaggio): Riccardo Rovatti
- Tuareg (personaggio): Luca Sandri, Pietro Ubaldi
- Mercante con mulo (personaggio): Pietro Ubaldi
- Nobile cartaginese (unità): Riccardo Rovatti
- Guerriero con mazza cartaginese (unità): Riccardo Rovatti
- Fante numida cartaginese (unità): Luca Sandri
- Tuareg cartaginese (unità): Claudio Moneta
- Lottatore mauritano (unità): Ciro Imparato
- Lanciatore libico cartaginese (unità): Pietro Ubaldi
- Sciamano cartaginese (unità):
- Elefante cartaginese (unità):
- Guerriero gallico (unità): Pietro Ubaldi
- Arciere gallico (unità):
- Guerriera gallica (unità):
- Guerriero con ascia gallico (unità): Ciro Imparato
- Lanciere gallico (unità):
- Cavaliere gallico (unità):
- Druido gallico (unità):
- Capo normanno (unità): Riccardo Rovatti
- Miliziano iberico (unità):
- Arciere iberico (unità):
- Cavaliere iberico (unità):
- Fromboliere iberico (unità): Patrizio Prata
- Lanciere iberico (unità):
- Guerriero d'élite iberico (unità): Pietro Ubaldi
- Lanciere iberico (unità):
- Sacerdotessa iberica (unità):
- Guerrigliero iberico (unità):
- Legionario (unità): Luca Sandri
- Arciere romano (unità):
- Pretoriano (unità):
- Gladiatore (unità):
- Liberatus romano (unità): Patrizio Prata
- Eroe romano: Marco Balzarotti
- Eroe cartaginese:
- Eroe gallico:
- Eroe iberico:

## Accoglienza
| Testata                              | Giudizio |
| ------------------------------------ | -------- |
| Metacritic (media al 30 aprile 2021) | 74/100   |
| CGM                                  | [ 2 ]    |
| CGW                                  | [ 3 ]    |
| Game Informer                        | 7.75/10  |
| Game Spot                            | 8/10     |
| GameSpy                              | [ 6 ]    |
| GameZone                             | 8/10     |
| IGN                                  | 8/10     |
| PC Gamer (US)                        | 68%      |
| PC Zone                              | 64%      |

Imperivm: Le guerre puniche ha ricevuto un'accoglienza "mista" stando alle recensioni aggregate su Metacritic. Il gioco ha ottenuto un premio "Platinum" (Platino) dalla Asociación Española de Distribuidores y Editores de Software de Entretenimiento (aDeSe) per le oltre 80 000 copie vendute in Spagna nei primi 12 mesi. Ad oggi nella sola Spagna ha venduto ben 250 000 copie.